# پارک شبه‌ملی تسوروجیسان
پارک شبه‌ملی تسوروجیسان (به لاتین: Tsurugisan Quasi-National Park) یک منطقهٔ مسکونی در ژاپن است که در استان توکوشیما واقع شده‌است.